# 13-ty dzień
13-ty dzień – brytyjski film religijny z 2009. Tematem filmu  są objawienia Matki Bożej w Fatimie.

## Treść
Film powstał w oparciu o wspomnienia siostry Łucji dos Santos oraz relacji innych niezależnych świadków wydarzenia. Przedstawia historię trojga pastuszków z wioski Fatima w Portugalii, którzy doświadczyli objawień maryjnych.

## Obsada
- Filipa Fernandes jako Łucja dos Santos
- Jane Lesley jako Maria dos Santos
- Michael D’Cruze jako Antonio dos Santos
- Tarek Merlin jako Arturo Oliviera Santos
- Derek Horsham jako Tito Marto
- Siiram Mohammed Ali jako żołnierz
- Ian Attfield jako reporter
- Anthony Baines jako wiezień